# Åtte Bjerge
Åtte Bjerge er et bakkeområde der ligger nord for Kongeåen på Holsted Bakkeø, der blev dannet i næstsidste istid. Kongeådalen er dannet ved at smeltevandet fra sidste istid har eroderet sig ned i de tidligere aflejringer og har flere steder skabt nogle stejle skrænter f.eks. ved Jelshøj Huse og Åtte Bjerge. Tidligere var Åtte Bjerge helt lyngklædt og åben, men fremstår nu som en blanding af overdrev, skov og åbne marker. Endvidere er der mose og eng samt kildevæld. En lille bæk er opstemmet til en sø.

## Fredning
Fra “Flaghøj”, der er områdets højeste punkt med  59 moh., kan  man i klart vejr se Ribe Domkirke mod sydvest. Området omkring Flaghøj,  3 ha blev fredet i 1934, mens de omgivende arealer hovedsageligt er ejet af Naturstyrelsen.
Hele Kongeådalen er klassificeret som nationalt geologisk interesseområde, og på arealerne ved Åtte Bjerge er der udlagt 26 ha græsningsskov.

## Flora og Fauna
Den varierede natur giver sig udslag i en stor rigdom af planter, og der er registreret mange halvsjældne og egnskarakteristiske arter. For eksempel er den eneste registrering i det tidl. Ribe Amt af skovgøgeurt gjort i Åtte Bjerge.  Derudover kan nævnes maj- og plettet gøgeurt, guldblomme, smuk perikon, engelsk visse, ene, slåen, rundbladet soldug, benbræk, spæd mælkeurt og  mosetroldurt.
Af ynglefugle findes bl.a. musvåge, spurvehøg, tårnfalk, vibe, skovhornugle og skovpiber.

## Åttesværdet
I en sløjfet bronzealderhøj fandt man i 1899 Flintægsværdet fra Åtte (de)